# تلخه زار (مقاطعة تشرام)
تلخه‌زار (بالفارسية: تلخه‌زار) هي قرية تقع في قسم بشتة ذيلايي الريفي (مقاطعة تشرام) في إيران. يقدر عدد سكانها بـ 65 نسمة .